# دادستان کل اوکراین
دادستان کل اوکراین (اوکراینی: Генеральний прокурор України) سرپرستی سیستم تعقیب رسمی در دادگاه‌ها را بر عهده دارد که به عنوان دفتر دادستان کل (به اوکراینی: Офіс Генерального прокурора) شناخته می‌شود. دادستان کل توسط رئیس‌جمهور با موافقت ورخونا رادا (پارلمان اوکراین) منصوب و عزل می‌شود. مدت خدمت دادستان شش سال است[۵] و ممکن است با رای عدم اعتماد مجلس مجبور به استعفا شود. دادستان کل فعلی، از ۲۷ ژوئیه ۲۰۲۲، آندری کوستین است.